# باتريسيا لويز دودلي
باتريسيا لويز دودلي (بالإنجليزية: Patricia Louise Dudley)‏ هي عالم حيوانات أمريكية، ولدت في 22 مايو 1929 في دنفر في الولايات المتحدة، وتوفيت في 30 سبتمبر 2004.